# フアン・カルロス・マルティネス
フアン・カルロス・マルティネス（Juan Carlos Sánchez Martínez、1987年7月27日 - ）は、スペイン・マヨルカ島・カルビア出身の元サッカー選手。現役時代のポジションはGK。

## 経歴
故郷のCDプラリャス・デ・カルビアからビジャレアルCFの下部組織に移った。2005-06シーズンから2007-08シーズンまでの3シーズンはビジャレアルCF Bの絶対的なレギュラーであり、2007-08シーズン終了後にはチーム初のセグンダ・ディビシオン（2部）昇格を果たした。2008年4月13日のUDアルメリア戦では、正ゴールキーパーのディエゴ・ロペスが18分に退場したため、急遽トップチームデビューを果たした。2007-08シーズンと2008-09シーズンのトップチームでは、ディエゴ・ロペス、セバスティアン・ビエラに次ぐ第3キーパーを務めた。2010-11シーズンには第2キーパーに格上げされたが、リーグ戦では1試合も出場機会がなかった。
2011年7月12日、セグンダ・ディビシオンに属するバレンシア州内のクラブ、エルチェCFにレンタル移籍した。
2015年7月、ビジャレアルとの契約を終了後、アルバセテ・バロンピエとの2年契約を締結。
アルバセテが3部に降格した後、2016年7月8日にレアル・オビエドと2年契約を締結した。
2018年7月23日、CDヌマンシアに2年契約で移籍した。
2020年7月30日、CDアトレティコ・バレアレスに移籍した。